# امیل مایر
دکتر اِمیل مایر (زاده ۳ اکتبر ۱۸۷۱ – درگذشته ۸ ژوئن ۱۹۳۸) یک عکاس، وکیل، مخترع، و تاجر اتریشی بود.

## زندگینامه

### اوایل زندگی
امیل مایر در ۳ اکتبر ۱۸۷۱ در نوی‌بیتزو، بوهمیا ( نوی‌بیتزو کنونی، جمهوری چک) متولد شد، پدر و مادرش لئوپولد و آنا مایر بودند. در تابستان ۱۸۸۲، مایر به همراه خانواده‌اش به وین، اتریش نقل مکان کرد، جایی که پدرش به عنوان یک بازرگان کار خود را راه‌اندازی کرد. 
مایر از سال ۱۸۹۱ تا ۱۸۹۶ در دانشگاه وین در رشته حقوق تحصیل کرد و در آنجا دکترای حقوق را دریافت کرد.

### زندگی شخصی
مایر در حالی که هنوز دانشجو بود جامعه یهودی را ترک کرد و به کاتولیک گروید. در ۸ مارس ۱۸۹۴، او در کلیسای یوهان نپوموک (لئوپولدشتات) غسل تعمید یافت. با نام رابرت امیل.  مکس فون استارله نقاش پدرخوانده او بود.

### ازدواج
در ۶ ژوئن ۱۹۰۳ با الیزابت دویچ (۱۸ مارس ۱۸۸۲ - ۸ ژوئن ۱۹۳۸) ازدواج کرد. 

### مرگ
برای فرار از آزار و شکنجه رژیم نازی پس از پیوست اتریش در مارس ۱۹۳۸، مایر و همسرش در خانه خود (خیابان بوکلین ۱۲) در وین در ۸ ژوئن ۱۹۳۸ در اثر خودکشی جان باختند. 

## حرفه

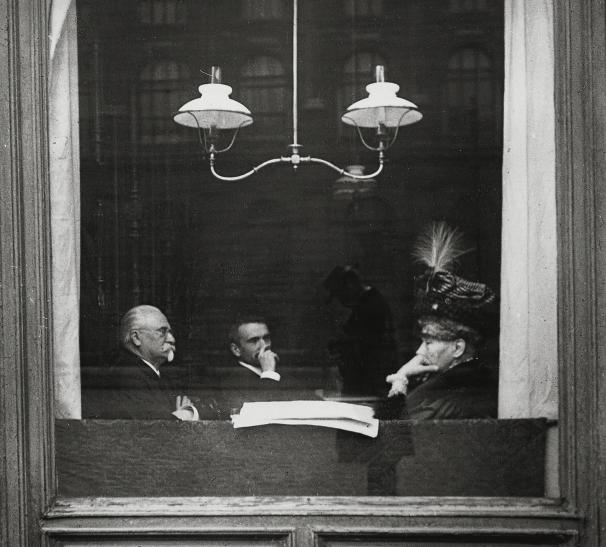
گفتگو در قهوه‌خانه، خیابان بابنبرگر، وین. (بازتاب امیل مایر در پنجره).

مایر پس از به پایان رساندن تحصیلات خود در دانشگاه وین، یک دفتر وکالت در سالواتورگاسه ۱۰ وین تأسیس کرد. 
نخستین تجربه مایر در عکاسی به عنوان یک تازه‌کار بود و او عضو چندین انجمن عکاسان وین بود که بر روی عکاسی هنری متمرکز بودند. عکس های هنری او شامل تصاویری مستند از تصاویر خیابان وینار است. 
مایر عضو افتخاری بسیاری از باشگاه‌های عکاسان داخلی و خارجی بود. او همچنین یک کتاب درسی تألیف کرد و چندین اختراع برای دستگاه‌های عکاسی به دست آورد. 

### دِ آر اِ اِم-زنتراله(DREM-Zentrale)
سرانجام، مایر این شرکت حقوقی را ترک کرد و یک شرکت فناوری عکاسی دِ آر اِ اِم-‌زنتراله را با نیکولاس بندیک بنیان‌گذاشت.  نام این شرکت مخفف دکتر اِمیل مایر بود. شعبه‌های بین‌المللی این شرکت شامل شرکت محصولات دِ آر اِ اِم(DREM) در نیویورک و محصولات‌ دِ آر اِ اِم(DREM) با مسئولیت محدود در لندن می باشد. 

## افتخارات
- انجمن عکاسی فیلادلفیا - عضو افتخاری، ۱۳ دسامبر ۱۹۲۷

## نگارخانه

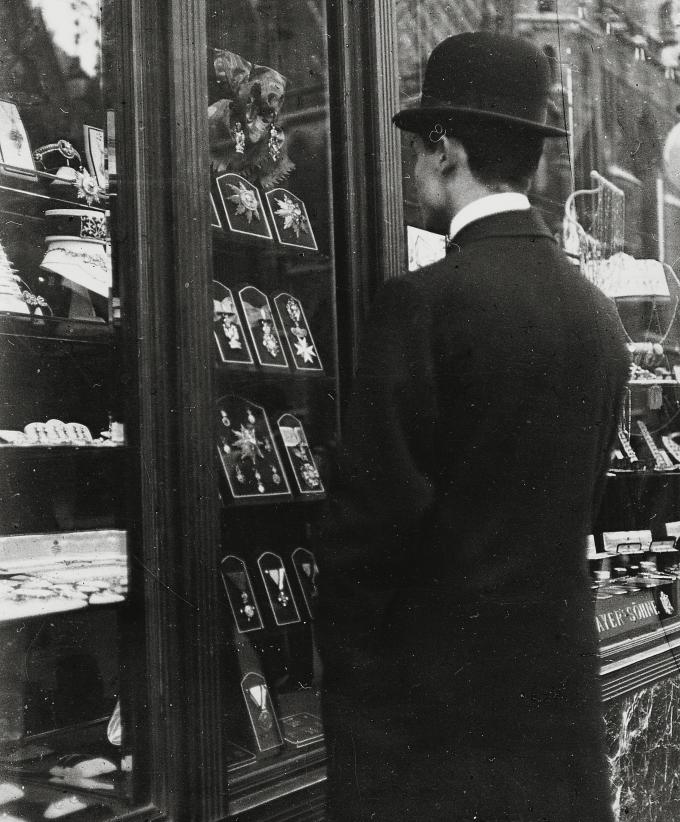
مدال و نشان افتخار، اشتفان پلاتز، وین
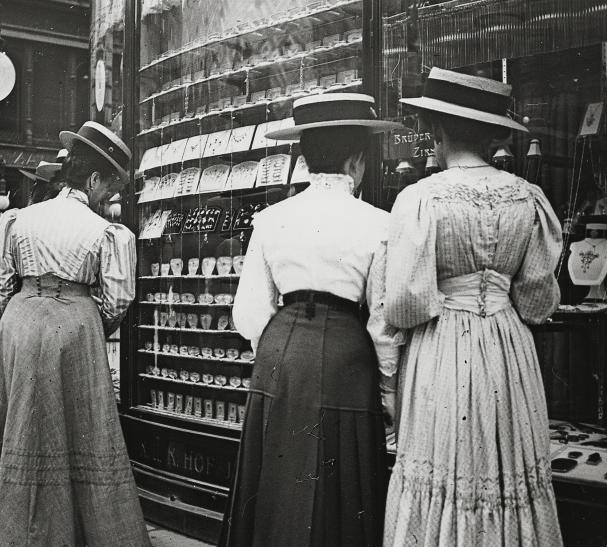
روبروی جواهر فروشی، گاربن ۷، وین
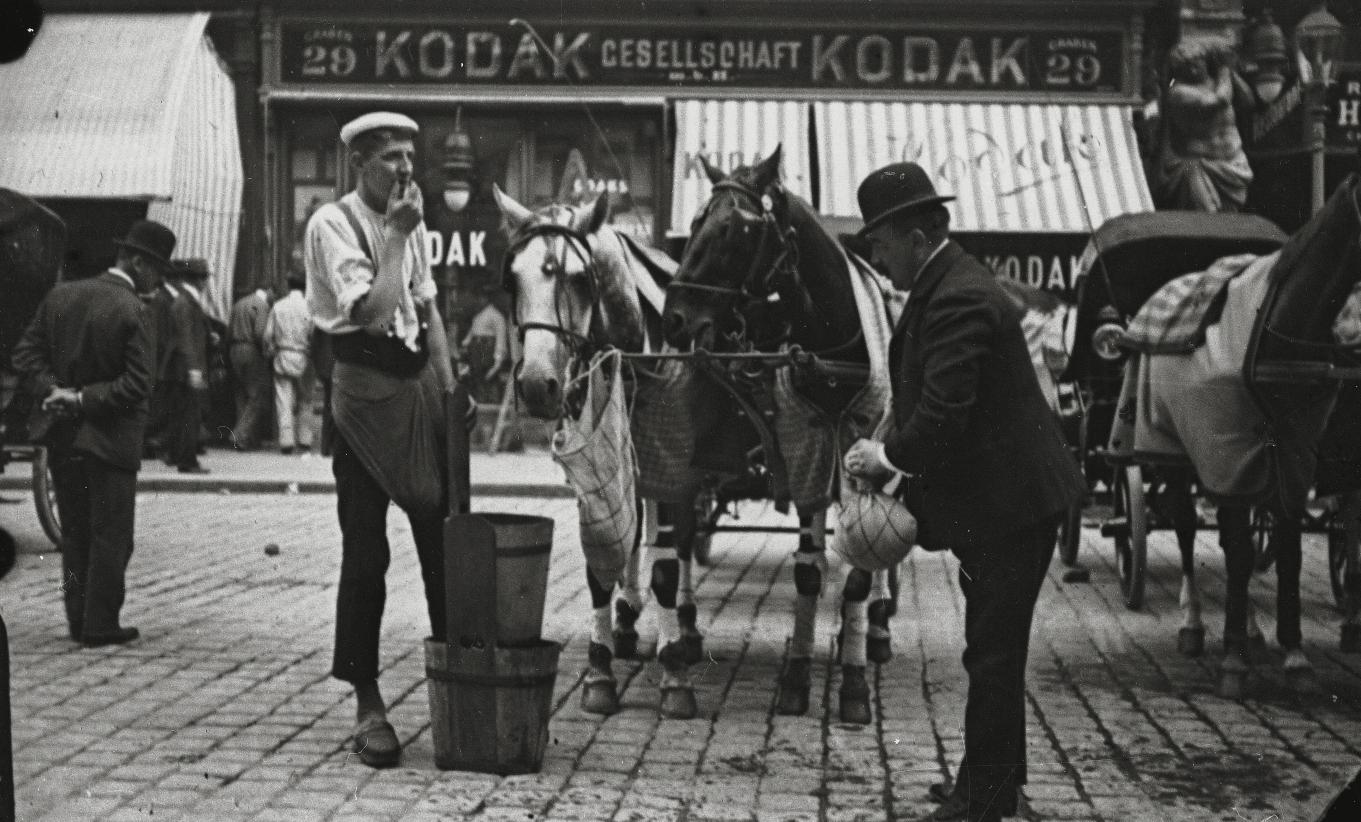
گاری چهار چرخ و آب روبروی فروشگاه کداک گاربن ۲۹، وین
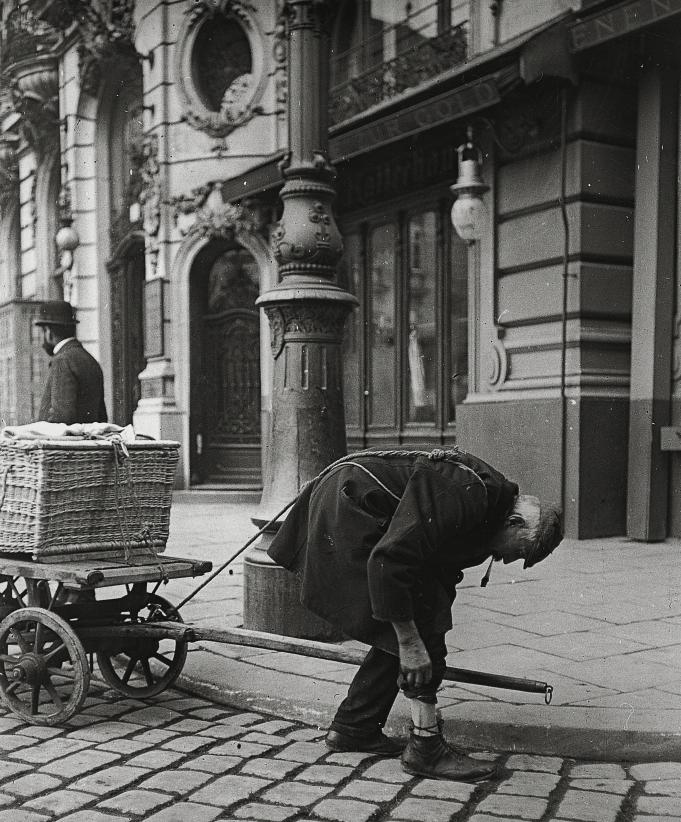
باربر، لدارهف‌(آم‌هف ۱۱)، وین
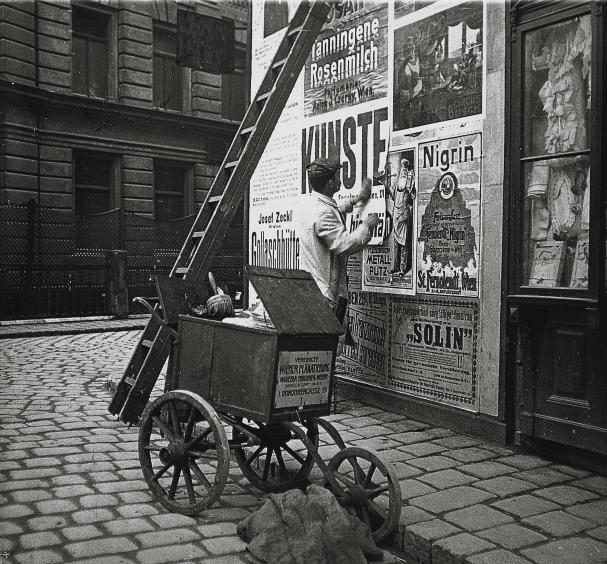
چسباندن‌ آگهی‌، وین
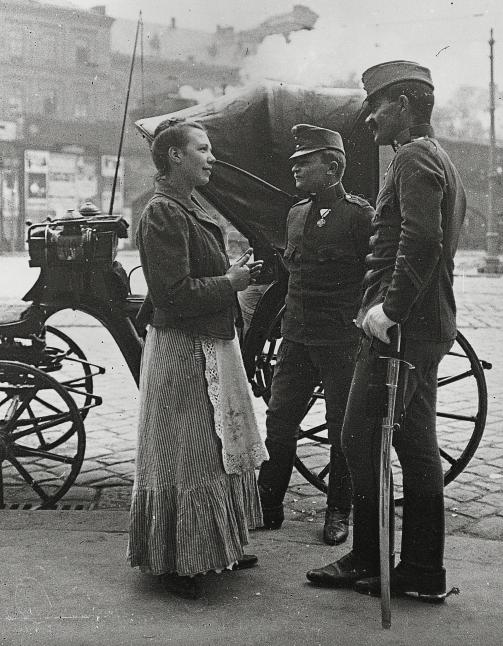
خدمتکار و سرباز در رادتزکی‌پلاتز، وین
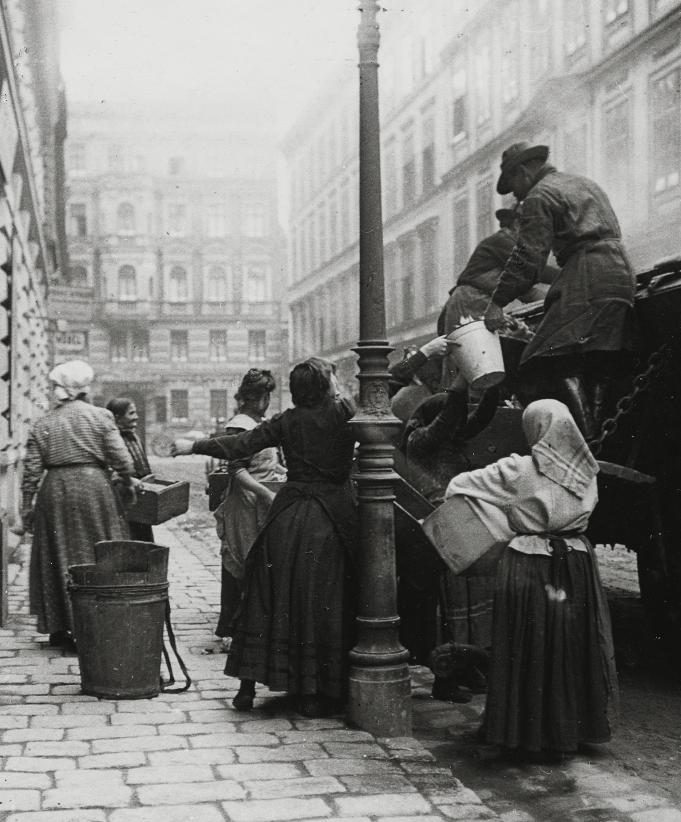
جمع آوری زباله، وین